# Heinrich Denicke
Heinrich Denicke (2 janvier 1856 - 30 octobre 1943) est un juriste et un homme politique local allemand. De 1899 à 1924, il est maire de la ville de Harbourg, qui est encore indépendante de Hambourg à l'époque.

## Biographie
Fils du commerçant et sénateur de Buxtehude Heinrich David Denicke (1827-1912), Heinrich fréquente l'école bourgeoise de Buxtehude et le lycée de Hanovre, où il passe son baccalauréat en 1874. Il étudie ensuite le droit à Heidelberg, Leipzig et Göttingen. Pendant ses études, il devient membre de la Burschenschaft Normannia Leipzig en 1874. Après son service militaire d'un an à Stade, il effectue son stage juridique dans les tribunaux d'instance de Buxtehude, Stade et Fribourg/Elbe, chez un avocat à Hanovre ainsi qu'au tribunal régional supérieur de Celle. En 1882, il a réussi le grand examen d'État et obtient un poste de juge auxiliaire à Bad Iburg le 1er janvier 1883. Nommé syndic de la ville de Harbourg la même année, il en devient maire en 1899. 
Denicke s'est particulièrement investi dans le développement économique de sa ville. C'est sous son mandat qu'ont eu lieu, entre autres, la construction du port de Harbourg (1904-07), l'incorporation de Lauenbruch (1906) et d'Eißendorf (1910), ainsi que la conclusion du troisième traité Köhlbrand avec Hambourg (1908), qui réglait l'aménagement et la navigation sur la partie sud de l'Elbe. En 1901, une centrale électrique est mise en service et le premier tramway traverse Harbourg. Denicke s'est également engagé pour le développement des canalisations, des voies de communication et de l'enseignement. En 1920, lors du putsch de Kapp, il mène une délégation à la rencontre des putschistes menés par l'ancien as Rudolf Berthold et retranchés dans une école de la ville. Les négociations échouent cependant, et le la confrontation entre putschistes d'extrême-droite et manifestants vire au bain de sang.
Après sa retraite, Denicke siège en 1926 au parlement de Hanovre pour le Parti populaire allemand (centre-droit/droite), où il se présente comme un adversaire résolu de tout projet de « Grand Hambourg », comme il l'avait déjà fait auparavant. 